# Buckliger Anglerfisch
Der Bucklige Anglerfisch (Melanocetus johnsonii, Syn.: M. krechi, M. rotundatus, M. ferox, M. cirrifer, M. megalodontis) ist ein Tiefseefisch aus der Gattung der Schwarzangler (Melanocetus) innerhalb der Familie der Tiefsee-Anglerfische (Melanocetidae).
Die Bezeichnung Melanocetus krechi vergab der Zoologe August Brauer zu Ehren von Adalbert Krech.

## Beschreibung
Der Bucklige Anglerfisch besitzt sehr helle Leuchtorgane an angelartigen Fortsätzen, die als Köder eingesetzt werden, um Beutetiere anzulocken. Die Angel wird durch spezielle Bakterien zum Leuchten gebracht, die mit dem Anglerfisch in Symbiose zusammenleben. Die Fische locken mit ihren Leuchtorganen ihre aus kleinen Krebsen, Laternenfischen und Borstenmäulern bestehende Beute an. Ihre sehr dehnbaren Mägen erlauben es ihnen, Beute zu verschlingen, die größer ist als sie selbst. So wurde ein 24 Zentimeter langer Viperfisch im Magen eines 6,6 Zentimeter langen Buckligen Anglerfischs gefunden.
Besonders ist, dass das Männchen des Buckligen Anglerfisches nicht größer als drei Zentimeter wird, während das Weibchen eine Länge von 18 Zentimeter erreicht. Im Gegensatz zu anderen Männchen der Tiefsee-Anglerfische leben die von Melanocetus johnsonii nicht parasitär am Weibchen festgewachsen, sondern sind freischwimmend.
Flossenformel: Dorsale I/13–17, Anale 3–5, Caudale 6

## Verbreitung  und Lebensraum
Bucklige Anglerfische leben in den gemäßigten bis tropischen Bereichen aller Weltmeere in Tiefen von 100 bis 4500 Metern. Die Larven leben pelagisch in den oberen 100 Metern der Wassersäule, wo sie sich zur Adulte entwickeln.